# Bagns kyrka
Bagns kyrka (norska: Bagn kirke) är en kyrkobyggnad i tätorten Bagn i Sør-Aurdals kommun i Innlandet fylke i Norge.

## Kyrkobyggnaden
I orten fanns en tidigare kyrka som låg en bit ifrån nuvarande kyrkplats. Den kan ha varit Ule stavkyrka som troligen revs vid slutet av 1600-talet.
Nuvarande träkyrka är uppförd 1736 efter ritningar av arkitekt Svend Tråseth. Kyrkan har en korsformad planform och i korsmitten finns en takryttare med tornspira. Koret finns i östra korsarmen och huvudingången i den västra. Flera omfattande renoveringar och reparationer har genomförts. En sakristia i öster tillkom 1840. Åren 1923-1924 installerades elektrisk belysning och 1955 elektrisk uppvärmning.

## Inventarier
Predikstol, dopfunt och altartavla är tillverkade 1735 av Johannes Ellingsen Segalstad och Peder Aadnes. Dopfunten är åttakantig och skuren i trä. Orgeln är tillverkad 1970 av Norsk Orgel- og Harmoniumfabrikk.